# Neuville-en-Beaumont
Neuville-en-Beaumont è un comune francese di 38 abitanti situato nel dipartimento della Manica nella regione della Normandia.

## Società

### Evoluzione demografica
Abitanti censiti